# Essingen (Pfalz)
Essingen ist eine Ortsgemeinde im Landkreis Südliche Weinstraße in Rheinland-Pfalz. Sie gehört der Verbandsgemeinde Offenbach an der Queich an.

## Geographie
Der Ort ist eine typische Weinbaugemeinde in der Pfalz in der Nähe von Landau. Der in West-Ost-Richtung verlaufende Hainbach streift den südlichen Siedlungsrand. Am südöstlichen Rand der Bebauung mündet in diesen von rechts der Schleidgraben. Zu Essingen gehört zusätzlich der im Südosten liegende Weiler Dreihof. Nachbargemeinden sind – im Uhrzeigersinn – Großfischlingen, Kleinfischlingen, Hochstadt (Pfalz), Offenbach an der Queich, Landau in der Pfalz, Bornheim (Pfalz), Knöringen und Edesheim.

## Geschichte
Vermutlich stammt der Weinbau direkt aus der Römerzeit. Die älteste erhaltene urkundliche Erwähnung des Ortes bezieht sich auf den Besitz des Klosters Weißenburg zwischen den Jahren 850 und 900 am Ort Ossingen.
1585 gelangte das damalige Ober- und Niederessingen unter die Herrschaft der römisch-katholischen Herren, später: Freiherren von Dalberg. Der Ort war nach der Reformation bikonfessionell, römisch-katholisch und lutherisch. Unter Gottlob Amand von Dalberg kam es zu heftigen Auseinandersetzungen zwischen den Religionsparteien, die sich mit unterschiedlichen, sich ebenfalls bekämpfenden Vertretern der Familie Dalberg verbündeten. Anlass war unter anderem der Bau einer Simultankirche.
Essingen gehörte zu einer Gruppe von 32 Orten in der Südpfalz, die im März 1793 ein Gesuch um eine Angliederung an die Französische Republik einreichten. Der Ort wurde im März 1793 per Dekret dem französischen Staat angegliedert.
Fortan war Essingen wie die gesamte Pfalz Teil der Französischen Republik (bis 1804) und anschließend des Napoleonischen Kaiserreichs. Während dieser Zeit war die Gemeinde in den Kanton Landau im Departement des Niederrheins eingegliedert. 1814 hatte die Gemeinde insgesamt 1.142 Einwohner. 1815 gehörte der Ort zunächst zu Österreich. Ein Jahr später wechselte er in das Königreich Bayern. Von 1818 bis 1862 gehörte Essingen dem Landkommissariat Landau an; aus diesem ging anschließend das Bezirksamt Landau hervor. Im wirtschaftlichen Niedergang des 19. Jahrhunderts wanderten viele Essinger in die Vereinigten Staaten von Amerika aus. John George Nicolay, Sohn Essingens, wurde Privatsekretär von Präsident Abraham Lincoln.
Ab 1939 war der Ort Bestandteil des Landkreises Landau in der Pfalz. Nach dem Zweiten Weltkrieg wurde Essingen innerhalb der französischen Besatzungszone Teil des 1946 neu gebildeten Landes Rheinland-Pfalz. Im Zuge der ersten rheinland-pfälzischen Verwaltungsreform wechselte der Ort am 7. Juni 1969 in den neu geschaffenen Landkreis Landau-Bad Bergzabern, der 1978 in Landkreis Südliche Weinstraße umbenannt wurde. 1972 wurde Essingen der ebenfalls neu gebildeten Verbandsgemeinde Offenbach an der Queich zugeordnet.
Essingen weist eine rege jüdische Vergangenheit auf. Im 19. Jahrhundert waren 20 % der Bevölkerung jüdisch. Im Laufe des Jahrhunderts wanderten jedoch viele Dorfbewohner aufgrund der schwachen wirtschaftlichen Lage ab, das 1821 fertiggestellte Synagogengebäude wurde 1937 aufgegeben und an einen Essinger Landwirt verkauft. Der Baukörper ist als Synagoge noch erkennbar. Der jüdische Friedhof, auf dem auch die umliegenden Gemeinden ihre Toten beerdigten, ist der flächenmäßig der größte jüdische Friedhof der Pfalz mit 1700 Grabsteinen aus dem 17. bis 19. Jahrhundert (s. u. Parks, Friedhöfe).

### Konfessionsstatistik
Ende 2013 waren 45,5 % der Einwohner evangelisch und 33,8 % katholisch. Die übrige 20,7 % gehörten einer anderen Glaubensgemeinschaft an oder waren konfessionslos. Der Anteil der evangelischen und katholischen Kirchenmitglieder an der Gesamtbevölkerung ist seitdem gesunken. Ende Juli 2025 hatten 34,5 % der Einwohner die evangelische Konfession und 25,5 % die katholische. 40 % gehörten entweder einer anderen Glaubensgemeinschaft an oder waren konfessionslos.

## Politik

### Gemeinderat
Der Gemeinderat in Essingen besteht aus 16 Ratsmitgliedern, die bei der Kommunalwahl am 9. Juni 2024 in einer personalisierten Verhältniswahl gewählt wurden, und dem ehrenamtlichen Ortsbürgermeister als Vorsitzendem.
Die Sitzverteilung im Gemeinderat:
| Wahl | SPD | CDU | FDP | FWG | GBL | Gesamt   |
| ---- | --- | --- | --- | --- | --- | -------- |
| 2024 | 4   | 7   | –   | 3   | 2   | 16 Sitze |
| 2019 | 4   | 4   | 1   | 3   | 4   | 16 Sitze |
| 2014 | 4   | 5   | 1   | 4   | 2   | 16 Sitze |
| 2009 | 3   | 7   | 1   | 4   | 1   | 16 Sitze |
| 2004 | 4   | 7   | 1   | 4   | –   | 16 Sitze |

- FWG = Freie Wählergruppe Essingen e. V.
- GBL = Grüne Bürgerliste Essingen e. V.

### Bürgermeister
Martin Hammer (CDU) wurde am 10. Juli 2024 Ortsbürgermeister von Essingen. Bei der Direktwahl am 9. Juni 2024 hatte er sich mit einem Stimmenanteil von 65,2 % gegen einen  weiteren Bewerber durchgesetzt.
Hammers Vorgängerin Susanne Volz (FWG) hatte das Amt am 8. Juli 2014 übernommen, nachdem sie im Mai 2014 gewählt worden war. Bei der Direktwahl am 26. Mai 2019 wurde sie mit einem Stimmenanteil von 51,34 % für weitere fünf Jahre in ihrem Amt bestätigt. Ihre Vorgänger waren Hartmut Doppler (CDU), der das Amt 28 Jahre ausgeübt hatte, und Gottfried Frech.

### Wappen
| Wappen von Essingen | Blasonierung: „In Schwarz ein mehrfach gewinkeltes goldenes Gemarkungszeichen.“                               |
| Wappen von Essingen | Es wurde 1925 vom Bayerischen Staatsministerium des Innern genehmigt und geht zurück auf ein Siegel von 1507. |

## Kultur und Sehenswürdigkeiten

### Musik
Über Jahrzehnte durch den Arbeiterbildungsverein (ABV) mit einem inzwischen selbstständigen Mandolinenorchester.
Außerdem ein Männergesangverein, der MGV 1865 und seit 1998 der Chor Crescendo der Protestantischen Kirchengemeinde Essingen-Dammheim-Bornheim.

### Bauwerke

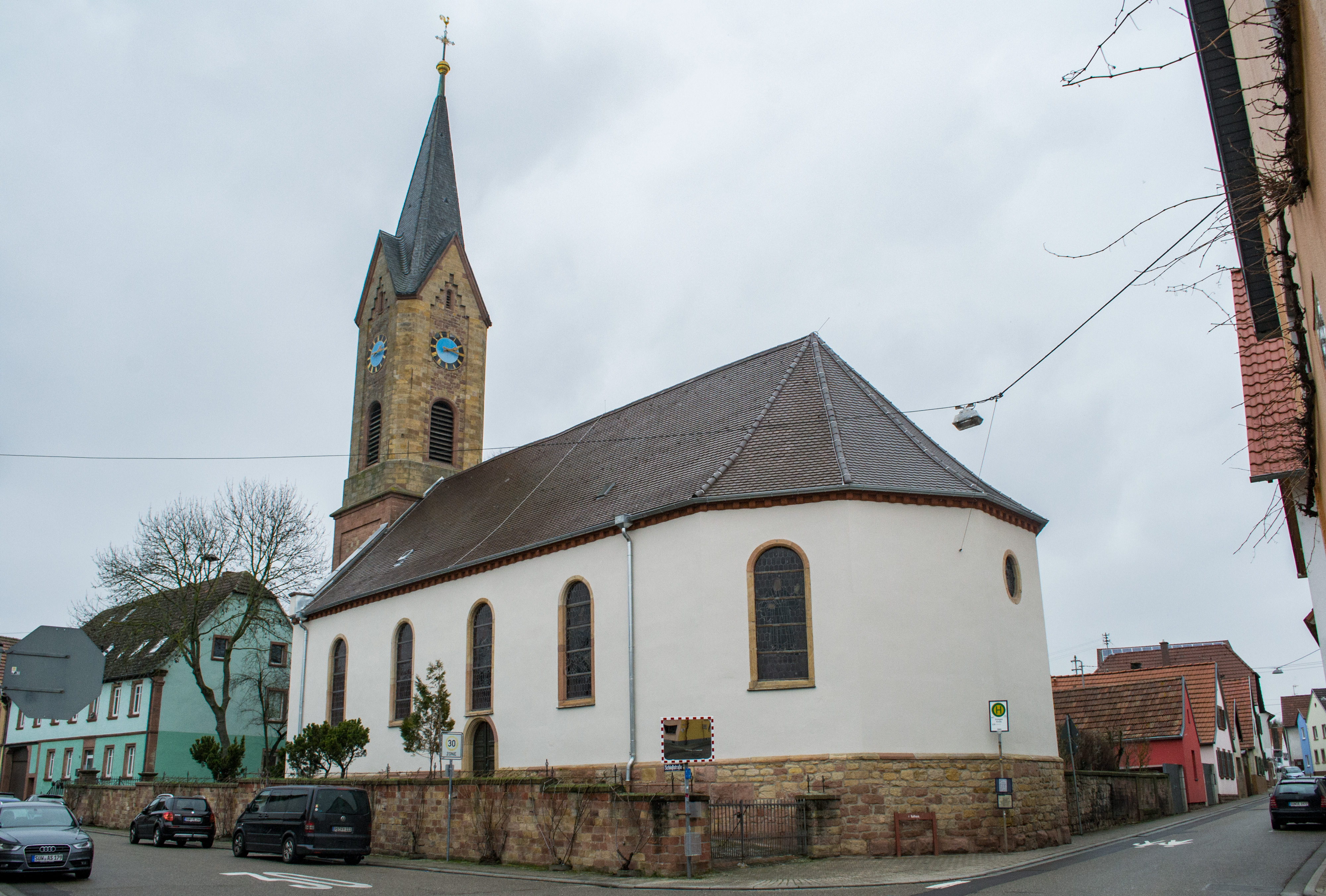
Protestantische Kirche

Die Wendelinus-Kapelle wurde um 1280 gebaut. Sie besitzt Wandmalereien aus dem 15. Jahrhundert (einen Marienzyklus). Auch Sakramentshäuschen und die Beschläge der Sakristeitür stammen aus dem Mittelalter. 2017 wurde bekannt, dass in der Kapelle eine Hitler-Glocke von 1936 hängt. Es ist nach Herxheim am Berg der zweite Fund einer Hitler-Glocke in Rheinland-Pfalz innerhalb kurzer Zeit.
Das Rathaus wurde 1590 im Renaissancestil errichtet. Die rundbogigen Öffnungen im Erdgeschoss bilden eine Art Vorhalle und mit dem seitlichen Treppenturm sind dies typische Merkmale des pfälzischen Rathauses.
Die evangelische Kirche (ehem. Simultankirche St. Sebastian) wurde 1788 unter Einbeziehung von Teilen einer älteren Kirche von 1561 erbaut. Der Turm wurde erst 1862 angebaut. An den Außenwänden der Kirche Grab- und Wappensteine des 16. Jahrhunderts.
Die katholische Kirche St. Sebastian wurde 1929 in der Spanierstraße erbaut. Wenig später wurde ihr Turm im Zweiten Weltkrieg durch Bombeneinschlag beschädigt.
Siehe auch: Liste der Kulturdenkmäler in Essingen

### Parks, Friedhöfe

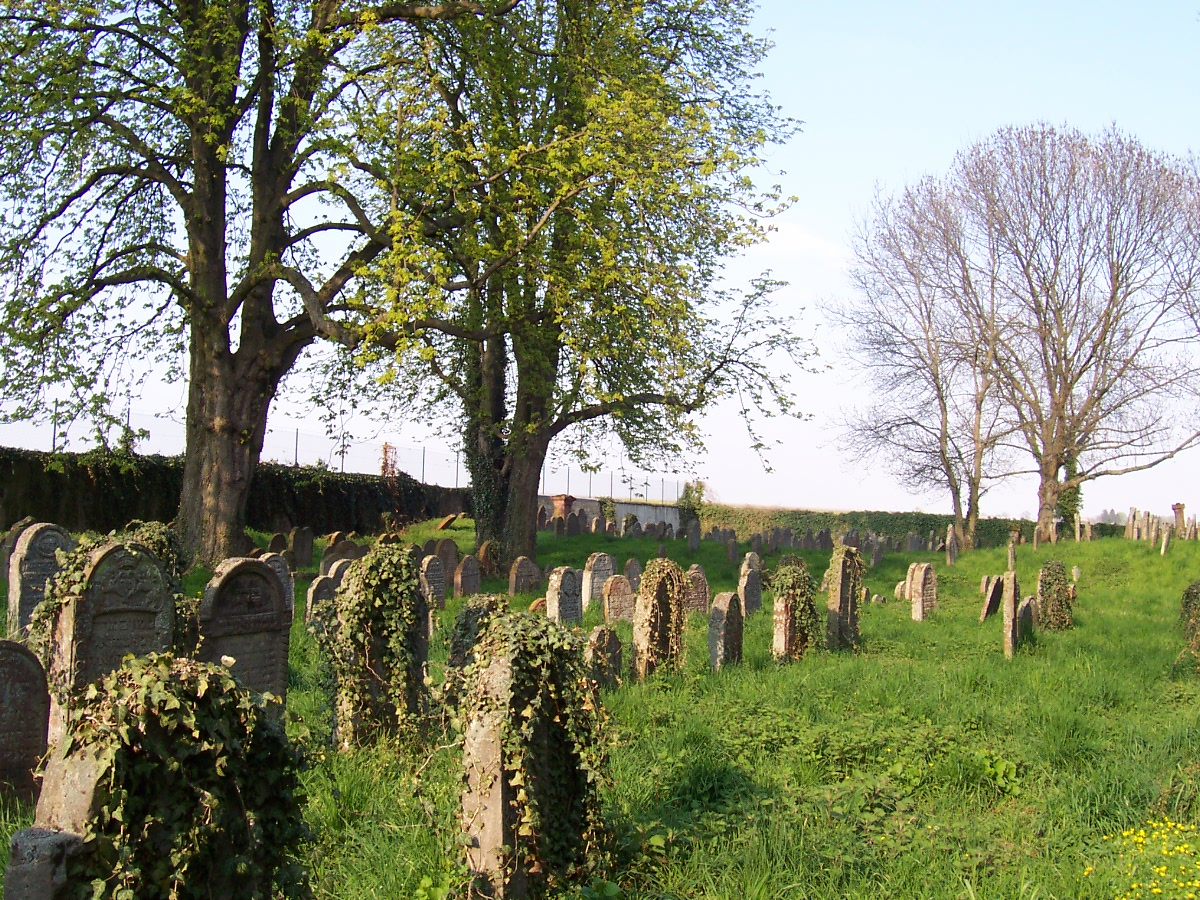
Südlicher jüdischer Friedhof

An der Gartenstraße liegen zwei alte jüdische Friedhöfe. Der ältere, an der talwärtigen Seite in altem Baumbestand aus Kastanien, wurde 1618 angelegt. Dieser Friedhof wurde bis ins 19. Jahrhundert hinein mehrfach erweitert und teilweise aufgeschüttet, um weitere Gräber anlegen zu können. Er diente 30 umliegenden jüdischen Gemeinden als Verbandsfriedhof. Durch eine Mauer ist er mit seinen 85,87 ar fast vollständig umfriedet. Viele der hunderte Rote-Sandgrabsteine stehen. 1869 wurde auf der bergwärts liegenden Seite der Straße dann ein neues Gräberfeld mit 24,28 ar angelegt, das vereinzelt bis in die Gegenwart für Bestattungen genutzt wird. Allerdings gibt es keine örtliche jüdische Gemeinde mehr.

### Freizeiteinrichtungen

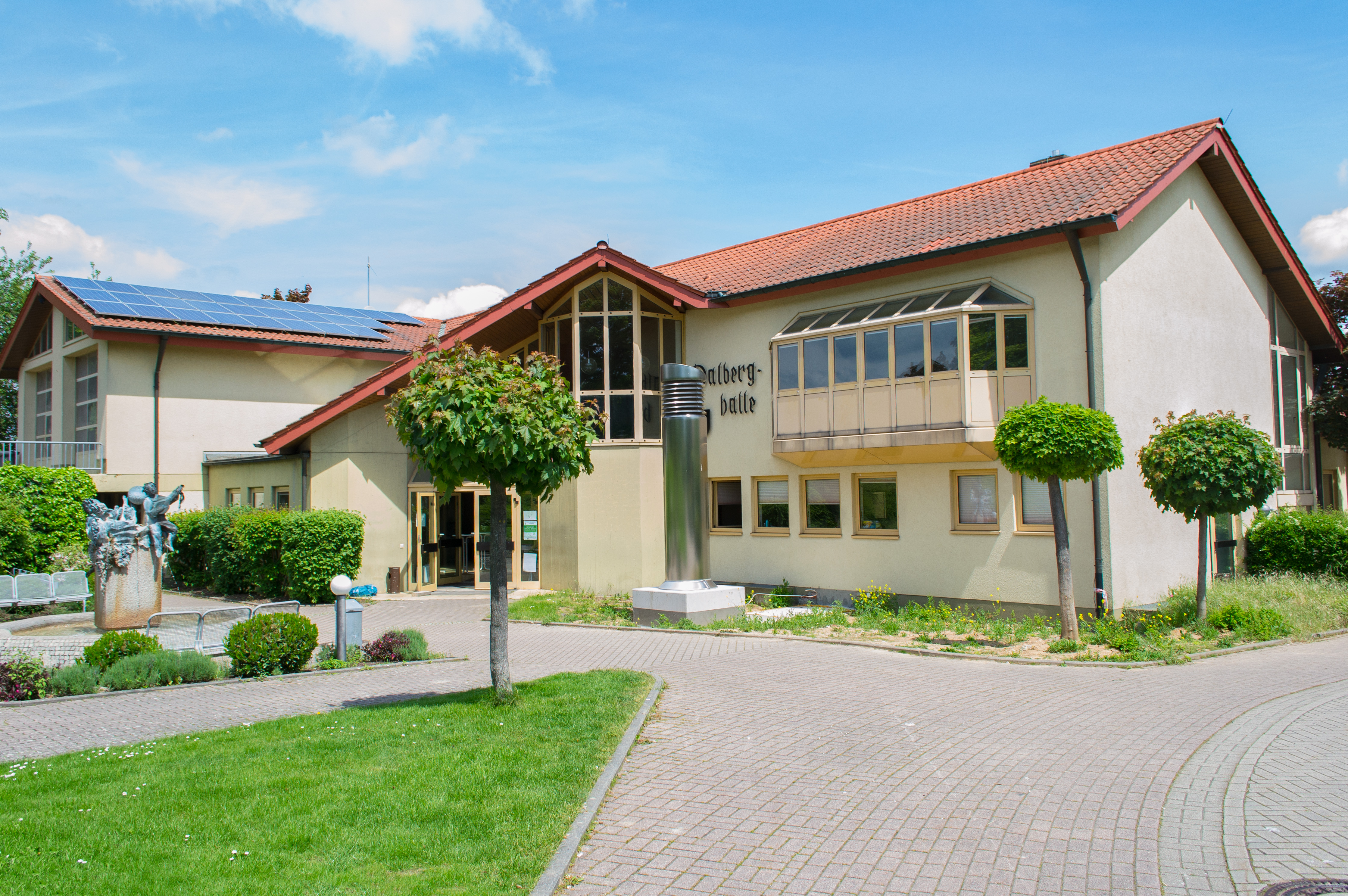
Dalberghalle

Die 1987 eröffnete Dalberghalle fungiert als kommunaler Teenie- und Jugendtreff.

### Sport
Vor Ort existiert der BC Essingen; das Vereinsmitglied Micha Abdul nahm an den Deutschen Pétanque-Meisterschaften 2008 teil. Weitere Sportvereine sind der TVE „Turnverein Essingen“, der Radfahrverein „Viktoria 1923 e. V.“ und der Fußballverein VFL Essingen. In Essingen gibt es eine Sportanlage mit Rasen- und Tennenplatz, eine Skateranlage, den Bouleplatz Dreihof und den Golfplatz „Am Dreihof“, der eine Meisterschaftsanlage mit 27 Loch umfasst.

### Andere Vereine
Landfrauenverein, Arbeiterbildungsverein, Förderverein „Kerwe im Schulhof“, Dance for Kids

### Regelmäßige Veranstaltungen
Die Dorfkerwe wird jährlich am vierten Wochenende im August veranstaltet. An Sonntag Laetare findet jährlich der Laatareumzug statt.

## Wirtschaft und Infrastruktur

### Wirtschaft
Historisch handelt es sich um landwirtschaftlich geprägte Gemeinde, früher Mischanbau von Feldfrüchten, Weinbau und etwas Viehwirtschaft, nach dem Zweiten Weltkrieg vor allem durch den Anbau von Zuckerrüben und Weinbau geprägt. Viehwirtschaft und Feldfruchtanbau ging in der zweiten Hälfte des 20. Jahrhunderts immer mehr zurück. Jahrzehntelang betrieben viele Familien den Weinbau im Nebenerwerb. Seit den 1980er Jahren fand zunehmend eine Konzentration auf wenige Haupterwerbwinzer statt, meist einhergehend mit Flurbereinigung. Die Gemeinde ist solcher Teil des Weinanbaugebiets Pfalz. Vor Ort befinden sich die Einzellagen Osterberg, Roßberg und Sonnenberg.
In den letzten Jahrzehnten des 20. Jahrhunderts hat sich Essingen von einem Landwirtschafts- und Weinbauerndorf hin zu einer nach Landau und Neustadt an der Weinstraße ausgerichteten Wohngemeinde verändert. Viele Arbeiter und Pendler haben ihre Arbeitsstätte in der Stadt Landau, im Raum südliche Weinstraße und im Rhein-Neckar-Raum (Ludwigshafen/Mannheim).

### Verkehr

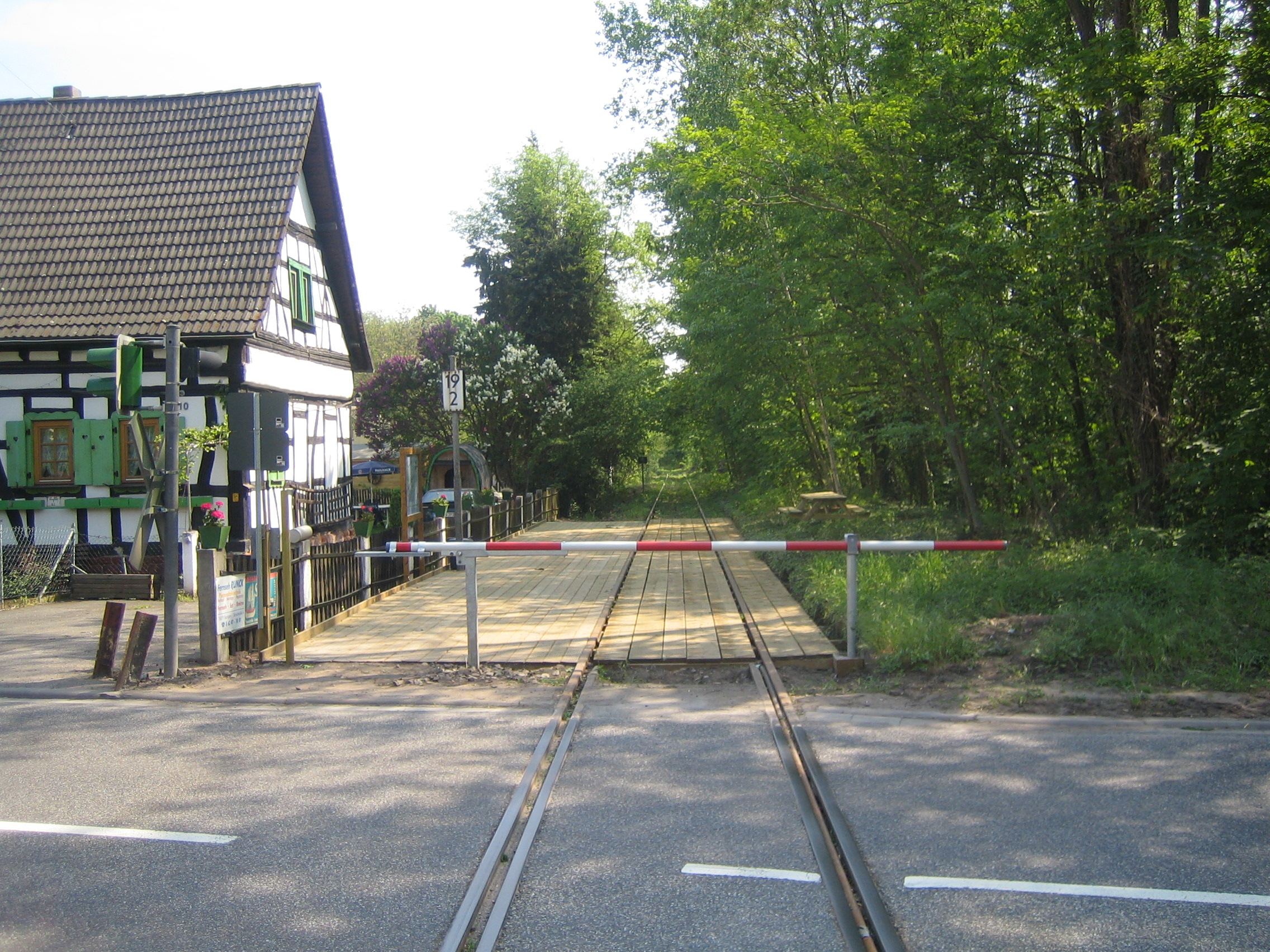
Draisinenstation Dreihof

Einen Kilometer westlich des Ortes liegt der 1855 eröffnete Bahnhof Knöringen-Essingen an der Bahnstrecke Neustadt–Wissembourg, die den äußersten Nordwesten der Essinger Gemarkung streift. Den südlichen Rand des Gemeindegebietes mit dem Weiler Dreihof durchquert die 1872 eröffnete und bis 1996 stillgelegte Bahnstrecke Germersheim–Landau, die seit 2006 als Draisinenstrecke dient. Genau wie bei der Strecke von Neustadt nach Wissembourg hatte die Gemeinde veranlasst, dass die Strecke weitab des Ortszentrums verläuft. Der dortige Bahnhof Dreihof war als gemeinsame Station für Bornheim, Essingen und Offenbach an der Queich vorgesehen. Da er umfangreichen Güterverkehr aufwies, erhielt er ein Empfangsgebäude mit angebauter Güterabfertigung. Das Bauwerk selbst wurde jedoch im Zweiten Weltkrieg zerstört. Mangels Rentabilität wurde die Betriebsstelle, die zwischenzeitlich zum Haltepunkt zurückgestuft worden war, bereits einige Jahre vor der Einstellung des Personenverkehrs im Jahr 1984 aufgegeben. An ihrer Stelle befindet sich inzwischen gleichnamige Draisinenstation. Die Gemeinde ist über die Buslinie 539 an das Nahverkehrsnetz angeschlossen. Essingen liegt im Verkehrsverbund Rhein-Neckar. Für Fahrten Richtung Karlsruhe gilt jedoch ebenso der Tarif des Karlsruher Verkehrsverbundes.
Südlich des Ortskernes verläuft die Bundesstraße 272 Landau–Speyer. Über sie erreicht man die Anschlussstelle Landau-Nord an der A 65. Durch den Ort selbst verlaufen die Landesstraßen 513 und 542.

## Persönlichkeiten

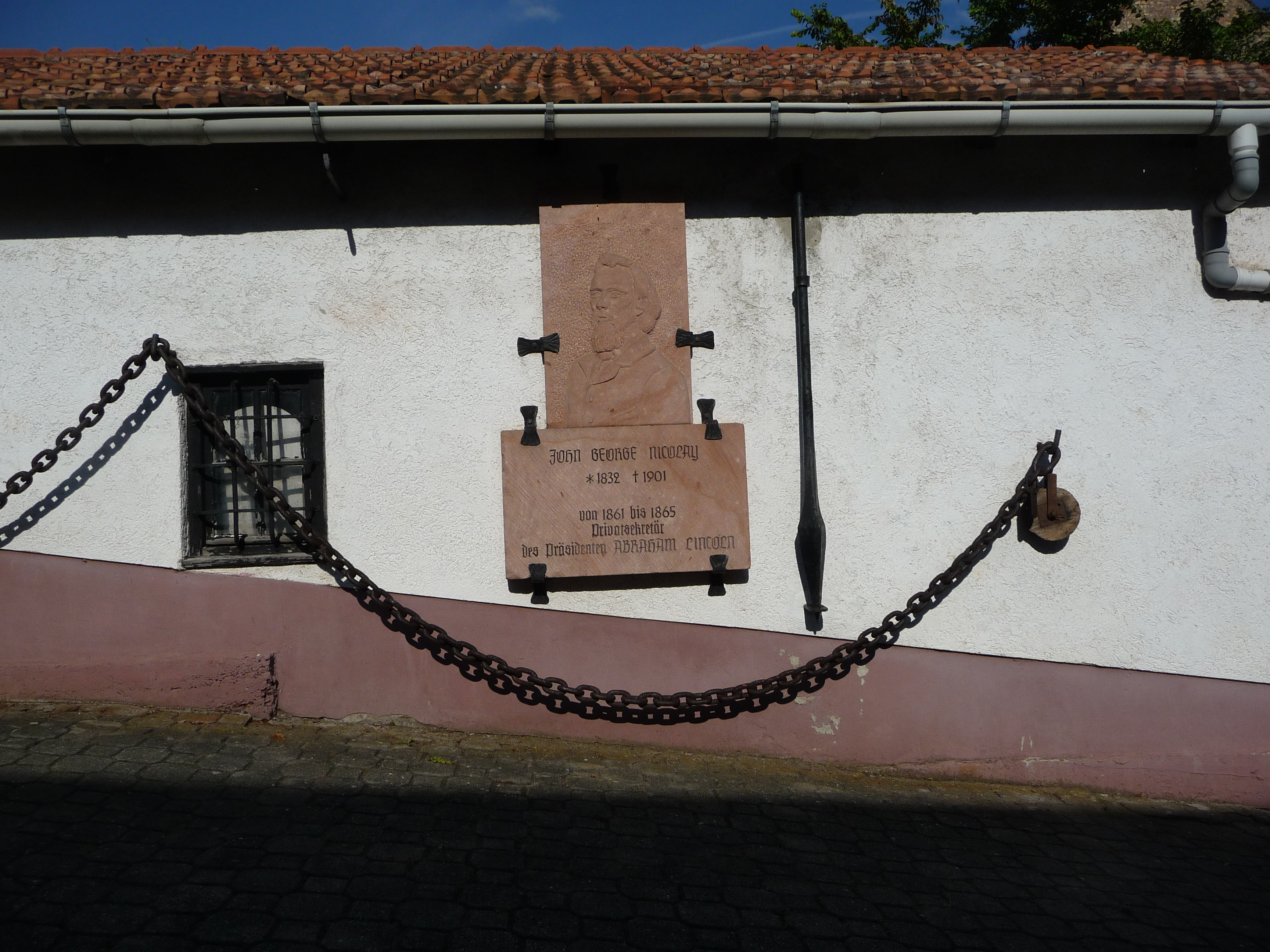
Gedenktafel für John George Nicolay

### Ehrenbürger
- Gottfried Frech (1919–?), Altbürgermeister, Ehrenbürger 29. November 1986
- Hartmut Doppler (* 1945), Altbürgermeister, Ehrenbürger 13. Mai 2015[22]

### Söhne und Töchter der Gemeinde
- Friedrich Michael Hauck (1769–1839), Bankier und Politiker
- Johann Bast (1812–1880), deutsch-amerikanischer Architekt und Funktionär in Cincinnati
- John George Nicolay (1832–1901), Privatsekretär und Biograph des US-Präsidenten Abraham Lincoln
- Hans Wilhelm Mutzbauer (1908–1968), Gartenarchitekt

### Personen mit Bezug zu Essingen
- Die Vorfahren von Anna Essinger stammen aus der Gemeinde.
- Dagobert Sigmund von Wurmser (1724–1797), österreichischer Feldmarschall kämpfte am 27. Juli 1793 erfolgreich bei Essingen.